# قوس النزول وقوس الصعود
أقواس النزول والصعود ، هي دائرة أنطولوجية، موصوفة في الأفلاطونية الحديثة، وكذلك في علم الكونيات الإسلامية والصوفية، مستوحاة بشكل أساسي من أعمال ابن العربي. في قوس الصعود (”قوس النزول“)، من الوحدة إلى التنوع، يخلق الله على التوالي العقل (القلم الأعلى)، والنفس الكونية (اللوح المحفوظ)، والمادة الأولية، والطبيعة، والجسم الكوني (بما في ذلك العالم الخيالي) والأرض. إن قوس الصعود (”قوس الصعود“) هو طريق العودة إلى حضرة الله، وهي عملية الكمال الروحي.
وفي حديث نسب الى سادس أئمة الشيعة جعفر الصادق ورد وصف قوس النزول بأنه يتكون من سبع مراحل. وقد تم شرح هذه المراحل في الشيخية .

## في البابية والدين البهائي
في الديانتين البابيّة والبهائيّة توصف المراحل السبع لقوس الصعود على النحو التالي: الإرادة (المشيئة)، والقضاء (الإرادة)، والقدر (القضاء)، والأمر (القضاء)، والإذن (الإذن)، والأجل (الأجل)، والكتاب (الكتاب). ويقول حضرة عبد البهاء في ”بعض الأسئلة المجاب عنها“: ”إنّ الإنسان في أقصى درجات المادّة وبداية الرّوحانيّة، أي أنّه في نهاية النّقص وبداية الكمال. وهو في أقصى درجات الظلمة وبداية النور. ولهذا السبب يُقال إنّ مقام الإنسان هو نهاية الليل وبداية النهار.
وقد أوضح حضرة الباب أنّ صلاة الفريضة ترمز إلى رحلة روحيّة من عالم البدن إلى عالم القلب، ويمكن وصف هذه الرحلة بأنّها قوس صعود يحاكي قوس النزول من الله إلى الخلق. فهو يصف وادي البحث، ووادي المحبة، ووادي المعرفة، ووادي التوحيد، ووادي الرضا، ووادي العجب، ووادي الفقر الحقيقي والعدم المطلق: النفس الأمّارة بالسوء، والنفس اللوامة، والنفس الأمّارة بالسوء، والنفس الملهمة، والنفس المطمئنة، والنفس الراضية، والنفس المقبولة، والنفس الكاملة، ونفس ملكوت الله، ونفس الملكوت، ونفس الهيمنة، والنفس الإلهية.